# Luc Roosen
Luc Roosen (Opglabeek, 17 settembre 1964) è un ex ciclista su strada belga. Professionista dal 1986 al 1997, fu più volte nazionale belga ai campionati del mondo e vinse il Tour de Suisse 1991.

## Carriera
Corridore adatto alle corse in linea, ha ottenuto numerosi piazzamenti nelle classiche, in particolare nelle Classiche delle Ardenne. Spiccano per prestigio i podi all'Amstel Gold Race nel 1990 ed i terzi posti al Giro di Lombardia 1989 e alla Gand-Wevelgem 1995. La sua affermazione più importante fu quella al Tour de Suisse 1991, quando riuscì a battere Pascal Richard e Andrew Hampsten.

## Palmarès
- 1984 (dilettanti)

Hasselt-Spa-Hasselt
- 1986

4ª tappa, 2ª semitappa Critérium du Dauphiné Libéré
- 1987

6ª tappa, 1ª semitappa Grand Prix du Midi Libre
- 1988

Tour du Haut Var
5ª tappa Tour de Suisse
- 1989

4ª tappa, 1ª semitappa Giro del Mediterraneo
4ª tappa Vuelta a Andalucía
2ª tappa Schwanenbrau Cup
- 1990

Trophée des Grimpeurs
3ª tappa Tour de Suisse
7ª tappa Critérium du Dauphiné Libéré
- 1991

2 tappa Tour de Suisse
Classica generale Tour de Suisse
3ª tappa, 1ª semitappa Critérium du Dauphiné Libéré
4ª tappa Tour de Vaucluse
- 1996

9ª tappa Giro d'Austria

### Altri successi
- 1989

Grammont-Geraardsbergen (criterium)
- 1991

Critium di Bilzen

## Piazzamenti

### Grandi Giri
- Tour de France

1986: 103º
1987: 104º
1989: 27º
1992: ritirato
1993: 83º
1994: 68º
- Giro d'Italia

1992: ritirato
- Vuelta a España

1991: 37º

### Classiche monumento
- Milano-Sanremo

1989: 35º
1992: 25º
1993: 20º
1994: 33º
- Liegi-Bastogne-Liegi

1988: 6º
1989: 35º
1990: 5º
1991: 109º
1992: 13º
1993: 16º
1994: 25º
1997: 32º
- Giro di Lombardia

1988: 4º
1989: 3º
1991: 20º
1992: 52º
1993: 16º

### Competizioni mondiali
- Campionati del mondo

Ronse 1988 - In linea: 71º
Chambéry 1989 - In linea: 32º
Stoccarda 1991 - In linea: 23º
Benidorm 1992 - In linea: 9º
Duitama 1995 - In linea: ritirato